# 昙华乡
昙华乡，是中华人民共和国云南省楚雄彝族自治州大姚县下辖的一个乡镇级行政单位。

## 行政区划
昙华乡下辖以下地区：
昙华村、赤石岩村、小兴厂村、菜西拉村、麻秸房村、子米地村和海古簸村。